# Castillo de Mata Bejid
El castillo de Mata Bejid o Castillejo se encuentra al N de la pedanía de Mata Bejid, en el municipio de Cambil, (provincia de Jaén).

## Descripción
Es una fortaleza de origen musulmán de planta rectangular. Tiene dos torres a ambos lados bastante deterioradas, la del Norte consta de una estancia interior cubierta con bóveda apuntada (torre del homenaje), y la del Sur tiene un cuerpo bajo macizo y el superior habitable.
El castillo se divide en dos grandes zonas, la plaza de armas (se convirtió en tiempos recientes en un cortijo, del cual se conservan los arcos de las zahúrdas que daban a este gran patio) y el alcázar islámico (a un niver superior con respecto al resto del castillo).
Quedan como restos un aljibe (de planta rectangular, el cual ha perdido su cubierta) dentro del pequeño patio de armas del alcázar.
Está situado dentro del parque natural de Sierra Mágina, a unos 5 km de Cambil en dirección a Huelma.

## Historia
Controlaba el paso que comunicaba con Torres a través del puerto del Almadén. Su situación fronteriza hizo que pasase por diferentes manos hasta su conquista definitiva.
Es un castillo mulsuman del siglo XIV.
El castillo que conquistaron definitivamente las milicias cristianas en 1485 se encuentra en un emplazamiento llamado los Corrales; más bien parece haber sido una albacara.
Fue donado por los Reyes Católicos en 1494 a la ciudad de Jaén en recompensa por los servicios prestados en la conquista de Cambil y Alhabar.
En el siglo XIX, fue víctima de una desamortización para replantar sus tierras de olivar.

## Era y tinada
Junto al castillo existe una gigantesca era de piedra, siendo una de las mejores conservadas de Sierra Mágina.
Frente a él también se encuentran los restos de una tinada o explotación ganadera.

## Cueva de los Tocinos
En las proximidades del castillo se encuentra una cueva de grandes dimensiones que se proyecta al final en una sima, conocida como de los Tocinos.
Su nombre le viene de que ahí tiraban los cerdos muertos de las zahúrdas del castillo y de la tinada de Mata Begid.